# فتيات لئيمات
فتيات لئيمات (بالإنجليزية: Mean Girls)‏ هو فيلم كوميديا إنتاج 2004 يروي قصة كادي هيرون (لندسي لوهان) فتاة تلقت تعليمها الأساسي في منزلها الواقع في أدغال أفريقيا من قبل والديها العالمين بالحيوان، ولكن حياتها تصبح أكثر صعوبةً عندما تذهب للدراسة في المدرسة الثانوية الواقعة في مدينة صغيرة خارج شيكاغو. بعد اعترافها بأنها معجبةٌ بالصديق السابق لأكثر الفتياة شعبيةً في المدرسة ريجنا جورج (ريتشل ماك آدمز), تعلن الفتاتين الحرب على بعضهما وتتحول المدرسة إلى ساحةٍ للحرب.

## الميزانية والإيرادات
بلغت تكلفة إنتاج الفيلم حوالي 17 مليون دولار بينما حقق أرباحا تقدر بـ 129 مليون دولار.

## وصلات خارجية
- فتيات لئيمات على موقع IMDb (الإنجليزية)
- فتيات لئيمات على موقع ميتاكريتيك (الإنجليزية)
- فتيات لئيمات على موقع الموسوعة البريطانية (الإنجليزية)
- فتيات لئيمات على موقع روتن توميتوز (الإنجليزية)
- فتيات لئيمات على موقع نتفليكس (الإنجليزية)
- فتيات لئيمات على موقع قاعدة بيانات الأفلام العربية
- فتيات لئيمات على موقع ألو سيني (الفرنسية)
- فتيات لئيمات على موقع Turner Classic Movies (الإنجليزية)
- فتيات لئيمات على موقع أول موفي (الإنجليزية)
- فتيات لئيمات على موقع بوكس أوفيس موجو (الإنجليزية)